# José Gomes Palmeiro da Costa
José Gomes Palmeiro da Costa (Santo André, Estremoz - 12 de Junho de 1922, 16 de Abril de 2010), foi um político e engenheiro português.

## Biografia

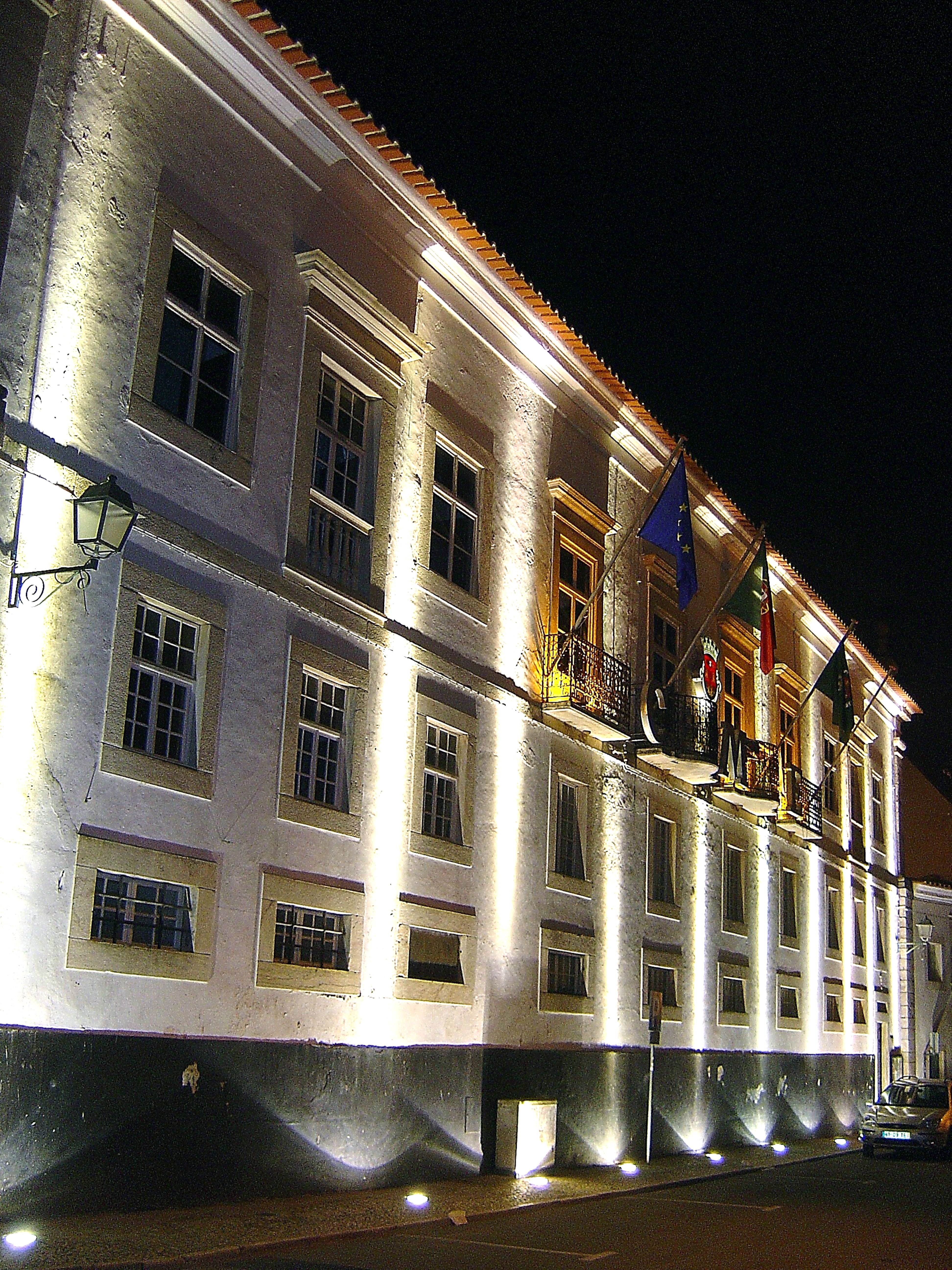
Edifício da Câmara Municipal de Estremoz.

### Nascimento, formação e serviço militar
Nasceu em 12 de Junho de 1922, na Freguesia de Santo André do concelho de Estremoz, filho de Acácio José Palmeiro da Costa e de Gabriela Gomes Palmeiro da Costa. Em 1929, iniciou a instrução primária numa escola particular em Estremoz, e e 1933 entrou no Colégio particular de Rafael Grincho, onde fez os primeiro três anos do liceu. Em 1936 foi para Lisboa, onde cumpriu os quarto, quinto e sexto anos no Liceu de Camões, e depois fez o sétimo ano no Liceu Rodrigues Sampaio, na cidade do Porto, onde fez as provas para entrar na faculdade. Frequentou depois as cadeiras do curso preparatório de Engenharia Civil, Mecânica e Electrónica, no Porto, em Lisboa, e em Coimbra, tendo ficado nesta última cidade durante cerca de dois anos, onde foi responsável pelo pelouro da Associação Académica.
Regressou a Estremoz nos finais dos anos 40, onde cumpriu o serviço militar no Regimento de Cavalaria N.º 3. Durante esse período, foi o responsável pela carreira de tiro do regimento, quando se deslocava a Évora para treinar.

### Carreira política e profissional
Entrou na Câmara Municipal de Estremoz em 19 de Junho de 1953, como gerente dos Serviços Municipalizados de Água e Saneamento, posição que iniciou em 6 de Julho desse ano. Em 19 de Fevereiro de 1959, tornou-se chefe dos Serviços Administrativos. Durante a presidência de Luís Pascoal Rosado, de 1961 a 1971, foi um dos membros fundadores do Círculo Cultural de Estremoz e do Grupo dos Amigos de Estremoz. Nos anos sessenta, fez parte da comissão organizadora do Cortejo do Trabalho, em Estremoz, e nos finais dessa década trabalhou como vice-presidente Clube de Futebol de Estremoz, tendo ascendido a presidente daquela associação nos princípios dos anos setenta.
Em Janeiro de 1974 foi o fundador da secção concelhia de Estremoz do Partido Socialista, onde ocupou a posição de secretário coordenador durante cerca de vinte anos. Em 30 de Abril de 1977, deixou de ser chefe dos Serviços Administrativos, e em 1 de Maio do mesmo ano também abandonou a posição de chefe dos Serviços Municipalizados de Água e Saneamento, para ser director da Farmácia Costa. Cerca de dez anos depois, em 3 de Agosto de 1987, regressou ao posto de chefia dos Serviços Municipalizados, onde ficou até pedir a exoneração, em 9 de Outubro de 1989. Exerceu como vereador na autarquia de Estremoz desde 20 de Fevereiro de 1990 até 31 de Maio de 1992, em regime de permanência.
Em 16 de Novembro de 1992, o presidente da câmara municipal de Estremoz, António Véstia da Silva, abandonou o cargo para se reformar, tendo Gomes Palmeiro da Costa, que então ocupava a posição de vice-presidente, ascendido à presidência do concelho. Iniciou o seu mandato logo no dia seguinte, tendo exercido como presidente até Dezembro de 1993. Em 12 de Dezembro desse ano, foi candidato à Câmara Municipal de Estremoz como cabeça de lista do Partido Socialista, tendo perdido para José Dias Sena, da Coligação Democrática Unitária. Durante todo o mandato, manteve a sua posição como vereador sem pelouro. Também em 1993, foi presidente da assembleia geral do Clube de Futebol de Estremoz.
Também fez parte da Federação Distrital de Évora do Partido Socialista, onde foi eleito como presidente honorário por proposta de Joé Alberto Fateixa.
José Gomes Palmeiro da Costa fez parte de várias associações de Estremoz, incluindo sócio n.º 1 do asilo e do núcleo local da Liga dos Combatentes da Grande Guerra, e membro directivo do Orfeão Tomás Alcaide.

### Falecimento
José Gomes Palmeiro da Costa faleceu em 16 de Abril de 2010, por motivos de doença, aos 87 anos de idade. Estava casado com Maria Amélia Palmeiro Costa desde 3 de Abril de 1985.

## Homenagens
Em 2 de Junho de 2008, recebeu a Medalha de Mérito Municipal - Grau Prata da autarquia de Estremoz.
Na sequência da sua morte, a Câmara de Estremoz aprovou um voto de pesar, onde se ressalvaram os seus esforços pela afirmação da cidade, em especial das suas instituições e clubes.
O nome de José Gomes Palmeiro da Costa foi colocado no Estádio Municipal de Estremoz.